# Antiope (Amazone)
Pour les articles homonymes, voir Antiope.
Dans la mythologie grecque, Antiope (en grec ancien Ἀντιόπη / Antiópê) est une Amazone. Elle est la fille d'Arès et la sœur de Mélanippe, d'Hippolyte et probablement d'Orithyie, reines des Amazones. Elle est également la mère d'Hippolyte fils de Thésée.

## Mythe
Antiope fut l'épouse de Thésée et ainsi la seule Amazone connue pour s'être mariée. De leur union naquit un fils nommé Hippolyte, du même nom que la sœur d'Antiope. Il existe plusieurs versions expliquant sa relation avec Thésée.
Selon une des versions, Thésée, roi d'Athènes et compagnon d'Hercule lors de la bataille de Thémiscyre, durant le neuvième de ses douze travaux, enleva Antiope et la ramena chez lui. Selon Philochore, Hercule donna Antiope à Thésée comme part du butin.
Selon Pausanias le Périégète, Antiope tomba amoureuse de Thésée et quitta volontairement les Amazones.
Les Amazones attaquèrent Athènes afin de sauver Antiope et de récupérer la ceinture d'Hippolyte. Elles connurent la défaite lors d'une bataille près du mont d'Arès. Durant cette bataille, connue sous le nom de bataille d'Attique, Antiope est tuée accidentellement par une Amazone nommée Molpadia, qui à son tour est tuée par Thésée. Les tombes d'Antiope et de Molpadia sont à Athènes.

## Postérité

### Littérature
Giovanni Boccaccio cite Antiope dans son ouvrage Sur les femmes célèbres publié en 1374.
En 1749, Anne-Marie du Boccage compose une tragédie, Les Amazones, dont Antiope est l'un des personnages principaux. Sauvée par le héros grec Thésée tombé amoureux d'elle pendant une bataille contre les Amazones, elle en tombe amoureuse à son tour mais se heurte aux lois des Amazones et à sa rivale, la reine Orithye.
Charles Baudelaire cite Antiope dans le poème « Les Bijoux » publié dans Les Fleurs du mal en 1857.

### Peinture
En 1979, l'artiste féministe américaine Judy Chicago réalise une œuvre intitulée The Dinner Party (Le Dîner festif), aujourd'hui exposée au Brooklyn Museum, où elle inclut Antiope parmi les 1 038 femmes qu'elle y représente. L'œuvre se présente sous la forme d'une table triangulaire de 39 convives (13 par côté), chaque convive étant une femme, figure historique ou mythique. Les noms des 999 autres femmes figurent sur le socle de l'œuvre. Le nom d'Antiope figure sur le socle : elle y est associée aux Amazones, septième convive de l'aile I de la table.

### Cinéma
Antiope apparaît dans les films Wonder Woman (2017) et Wonder Woman 1984 (2020). Son rôle est joué par Robin Wright.

### Opéra
L'Antiope est un opéra sur un livret en trois actes composé par Pallavicino fils, Stefano Benedetto. Inachevé à la mort de Carlo Pallavicino, il fut terminé par Nikolaus Adam Strungk, et représenté au Hoftheater de Dresde le 14 février 1689.

## Sources
- Pseudo-Apollodore, Épitome [détail des éditions] [lire en ligne], I, 16-17.
- Diodore de Sicile, Bibliothèque historique [détail des éditions] [lire en ligne], IV, 28, 3.
- Hygin, Fables [détail des éditions] [(la) lire en ligne], XXX, CCXLI.
- Pausanias, Description de la Grèce [détail des éditions] [lire en ligne], I, 2, 1.
- Plutarque, Vies parallèles [détail des éditions] [lire en ligne], Thésée, passim.
- Servius, Commentaire à l'Énéide [détail des éditions] [(la) lire en ligne], IV, 16.
- Théséide, fr. 1 PEG = Plutarque, Vie de Thésée, 28, 1.

- (en) Cet article est partiellement ou en totalité issu de l’article de Wikipédia en anglais intitulé « Antiope (Amazone) » (voir la liste des auteurs).

## Référence
1. ↑  Musée de Brooklyn - Centre Elizabeth A. Sackler - Antiope
2. ↑  « Antiope »